# Беццо
Беццо (итал. bezzo) — венецианская билонная монета.
Беццо представляет собой монету из низкопробного серебра номиналом в 6 багатино (малых серебряных денариев) или ½ сольдо. На аверсе помещён пизанский крест, на реверсе — символ Венеции лев святого Марка. Своим названием денежная единица обязана иллирийскому слову «Becs», обозначающему «маленькую монету». Диаметр беццо составлял всего 13 мм. Впервые данную денежную единицу отчеканили в 1525 году. Широкого распространения она не получила. С 1609 года венецианцы начали чеканку сходной по номиналу медной монеты, получившей название беццоне. Последний выпуск беццо был осуществлён во время правления дожа Паоло Реньера (1779—1789).